# マルコ・ポーロ賞
マルコ・ポーロ賞（マルコ・ポーロしょう、イタリア語: Premio Marco Polo）は、イタリアに関する優れた著作に対して贈られた賞。学識経験者による選考を経て、イタリア文化会館で授与された。
1977年（昭和52年）にイタリア文化の理解と普及を目的として発足、2007年（平成19年）よりフォスコ・マライーニ賞に継承された。
なお訳書はピーコ・デッラ・ミランドラ賞（1987年発足）から中断をはさみ、須賀敦子翻訳賞（2014年発足）に継承された。

## 受賞者と作品一覧

### 第1回（1978年）- 第5回（1982年）
- 第1回
  - 千種堅：『ダンテの末裔たち』（三省堂、1977年）
- 第2回
  - 宮澤智士『イタリア中部の一山岳集落における民家調査報告』（奈良国立文化財研究所、1978年）
- 第3回
  - イタリア文化奨励部門
    - 芦原義信『街並みの美学』（岩波書店、1979年）

  - イタリア・ジャーナリズム部門
    - 坂本鉄男『イタリア通信』(サンケイ新聞掲載連載、1979年）

  - イタリア語部門
    - 谷一郎、小野健一、斎藤泰弘訳：レオナルド・ダ・ヴィンチ『鳥の飛翔に関する手稿』（岩波書店、1979年）
- 第4回
  - イタリア文化奨励部門
    - 霜田美樹雄『キリスト教は如何にしてローマに広まったか』（早稲田大学出版部、1980年）

  - イタリア・ジャーナリズム部門
    - 藤川鉄馬『イタリア経済の奇跡と危機』（産業能率大学出版部、1980年）
- 第5回
  - 田之倉稔『イタリアのアヴァン・ギャルド、未来派からピランデルロへ』（白水社、1981年）

### 第6回（1983年）- 第11回（1988年）
- 第6回
  - 平田隆一（ひらた りゅういち）：『エトルスキ国制の研究』（南窓社、1982年）
- 第7回
  - 『小学館 伊和中辞典』：同編纂グループ（小学館、1983年）
- 第8回
  - 近藤恒一（こんどう つねいち）：『ペトラルカ研究』（創文社、1984年）
- 第9回
  - 松嶋敦茂（まつしま あつしげ）：『経済から社会へ  パレートの生涯と思想』（みすず書房、1985年）
- 第10回
  - 桐敷真次郎（きりしき しんじろう）：『パラーディオ｢建築四書｣注解』（中央公論美術出版、1986年）
- 第11回
  - 藤澤房俊（ふじさわ ふさとし）：『赤シャツの英雄ガリバルディ - 伝説から神話への変容 -』（洋泉社、1987年）

### 第12回（1989年）- 第18回（1995年）
- 第12回
  - 石鍋真澄（いしなべ ますみ）：『聖母の都市 シエナ 中世イタリアの都市国家と美術』（吉川弘文館、1988年）
- 第13回（1990年）
  - 佐々木英也（ささき ひでや）：『ジョットの芸術　スクロヴェーニ礼拝堂壁画を中心として』（中央公論美術出版、1989年）
- 第14回（1991年） 
  - 青柳正規（あおやぎ まさのり）：『古代都市ローマ』（中央公論美術出版、1990年）
- 第15回（1992年）
  - 監修・スタッフ他：『NHK 　フィレンツェ・ルネサンス』（全6巻）（日本放送出版協会、1991年）
- 第16回（1993年）
  - 小佐野重利（おさの しげとし）：『記憶の中の古代 ルネサンス美術にみられる古代の受容』（中央公論美術出版、1992年）
- 第17回 （1994年）
  - 高山博（たかやま ひろし）：『中世地中海世界とシチリア王国』（東京大学出版会、1993年）
- 第18回 （1995年）
  - 永井三明（ながい みつあき）：『ヴェネツィア貴族の世界 社会と意識』（刀水書房、1994年）

※1996年度はなし

### 第19回（1997年）- 第25回（2003年）
- 第19回
  - 辻茂（つじ しげる）：『遠近法の誕生』（朝日新聞社、1995年）、『遠近法の発見』（現代企画室、1996年）
- 第20回（1998年） 
  - 根占献一（ねじめ けんいち）：『ロレンツォ・デ・メディチ ルネサンス期フィレンツェ社会における個人の形成』（南窓社、1997年）
- 第21回（1999年） 
  - 末吉孝州（すえよし たかくに）：『グイッチァルディーニの生涯と時代 − グイッチァルディーニ研究序説』（上・下）（太陽出版、1997 - 98年）
- 第22回（2000年） 
  - 石井元章（いしい もとあき）：『ヴェネツィアと日本　美術をめぐる交流』（ブリュッケ、1999年）
  - 徐京植（そ きょんしく）：『プリーモ・レーヴィへの旅』（朝日新聞社、1999年）
- 第23回（2001年） 
  - 高橋友子（たかはし ともこ）：『捨児たちのルネッサンス　15世紀イタリアの捨児養育院と都市・農村』（名古屋大学出版会、2000年）
- 第24回（2002年） 
  - 佐藤眞典（さとう しんすけ）：『中世イタリア都市国家成立史研究』（ミネルヴァ書房、2001年）
- 第25回（2003年）
  - 今道友信（いまみち とものぶ）：『ダンテ「神曲」講義』（みすず書房、2002年）

### 第26回（2005年）-第28回（2007年）
- 第26回（2004年）
  - 学術部門
    - 京谷啓徳 ：『ボルソ・デステとスキファノイア壁画』  （中央公論美術出版、2004年）

  - ジャーナリスト部門
    - 小林元(こばやしはじめ) ：『イタリアのビジネスモデルに学ぶもの』（繊維ビジネス、2004年）
      - 新版『イタリア式ブランドビジネスの育て方』（日経BP社　2007年）
- 第27回（2005年）
  - 学術部門
    - 水谷彰良（みずたに　あきよし）：『サリエーリ　モーツァルトに消された宮廷楽長』（音楽之友社、2004年）

  - ジャーナリスト部門
    - 竹山博英（たけやま　ひろひで）：『ローマの泉の物語』 （集英社新書、2004年）
- 第28回（2006年）
  - ファビオ・ランベッリ：『イタリア的「南」の魅力』（講談社選書メチエ、2005年）
イタリア人（著者は当時札幌大学教授）では初の受賞者。